# 北辛文化

北辛文化的范围

北辛文化（公元前5300年–公元前4100年），中國新石器時代文化。的主要遗址位于山东省滕州市官桥镇北辛村北部，因北辛村而得名“北辛文化”。是距今约七千年前至六千年前的一个母系氏族部落的聚居地遗址。
為後李文化的後繼者，開啟大汶口文化。部分特色與仰韶文化接近，屬於新石器時代早期的文化。

## 考古历程
- 1964年，中科院考古研究所文物普查队在滕州市进行文物普查时发现。
- 1978年—1979年，再次进行遗址发掘，并发现大量文化遗迹。[1]
- 1991年，北辛遗址被山东省人民政府列为山东重点文物保护单位（6-105）。

## 意义
北辛文化大致分布在以山东泰安为中心，在青岛、莱芜等山东大部皆有发现，与后李文化、龙山文化、大汶口文化、岳石文化相联系，构成文化链条，对研究地区文化发展有重要意义。